# Гасан ібн аль-Нуман
Гасан ібн аль-Нуман аль-Гассані (д/н — бл. 700) — державний та військовий діяч Омеядського халіфату. Захопив і зруйнував Карфаген, остаточно переміг у війні візантійський Африканський екзархат і берберські племена на чолі з Кахіною.

## Життєпис
Походив з впливового роду Гассанідів. Ймовірно просунувся державними щаблями під час подій. У 688 році призначено еміром Барки. Брав участь у військових походах проти візантійців під орудою валі Зухайра ібн Каїси. У 689 році завдав низки поразок візантійцям в Нумідії. Ймовірно відзначився в битві проти Кусейли біля Мамми. Але у 690 році повернувся до Барки. У 691 році фактично виконував функції валі Іфрикії після загибелі ібн Каїса, але відступив до Барки задля поповнення війська.
692 року розпочав похід проти Африканського екзархату. Завдав поразки візантійцям, сплюндрувавши околиці Карфагена, а потім завдав поразки берберам, що прийшли на допомогу візантійським залогам. Змусив решту візантійських військ відступив до міст Аннаба і Бугія. У 695 році захопив Карфаген, але його невдовзі відвоювали візантійці. 698 року в битві при Карфагені завдав нищівної поразки супротивнику й захопив місто. Того ж року внаслідок руйнувань у Карфагені переніс ставку до його передмістя — Тунету, перейменованого на Туніс. Візантія остаточно втратила більшу частину своїх африканських володінь.
Згодом вимушений був вести тривалі війни з берберською царицею Кахіною. Спочатку зазнав поразок у битвах біля Мескіана і Ніни. Вирішальні битви та Гафси і Габеса, за різними версіями, відбулися в 693—694 (згідно з Ібн Ар-Ракіка і Ібн Халдуна), 695—696 (згідно з Ібн Абд ал-Хаккама), 697—698 (згідно з Ібн аль-Асира) або 703—704 років (згідно з Ібн Ідарі), в яких Гасану зрештою вдалося перемогти берберів, а Кахіна разом з синами загинула. Більшість дослідників схиляються до дат 697—698 років, оскільки це дозволило остаточно зосередитися на захопленні Карфагена.
Після цих перемог Гасан вирушив до халіфа Абд аль-Маліка до Дамаска, де передав велику здобич, здобуту в походах. Гасану було надано незалежний від Єгипту статус валі Іфрикії. До того ж під управління отримав Барку, яка до цього підпорядковувалася валі Єгипту. Прибувши до Єгипту, Гасан ібн аль-Нуман став вимагати в Абд аль-Азіза, валі Єгипту, виконати наказ халіфа. Абд аль-Азіз, що був братом халіфа Абд аль-Маліка, відкинув ці вимоги і призначив валі свого ставленика — Мусу ібн Нусайра. Гасан вирушив до халіфа зі скаргою на дії Абд аль-Азіза, але халіф не став сваритися з братом і залишив Гасана в Сирії. Близько 700 року той захворів і помер.